# フィリップ・ワイリー
フィリップ・ゴードン・ワイリー（Philip Gordon Wylie, 1902年5月12日 - 1971年10月25日）は、アメリカ合衆国の小説家、脚本家、ノンフィクション作家、コラムニスト。代表作はSF小説『地球最後の日』（1932年）など。

## 経歴と作品
マサチューセッツ州ベヴァリー (Beverly) で牧師の息子として生まれた。母や兄も著述家で、その影響を受け自身も少年時代から文学を好んだ（12歳の時に最初の作品を売っている）。また科学にも興味をもった。プリンストン大学で英文学を学ぶが、中退して幾つかの職を経験したのち「ザ・ニューヨーカー」誌の編集局員となった（1925年）。
1928年に普通小説"Heavy Laden"、1929年に"Babes and Sucklings"を発表。翌1930年、最初のSF作品『闘士』を刊行した。超人テーマの本作は商業的にも批評的にも成功を修め、後続の作品に少なからぬ影響を与えた。その後も多くの主流文学、普通小説、SF小説、推理小説、映画脚本を書いた。放浪天体との衝突による地球破滅を描いたSF長編『地球最後の日』（1932年、エドウィン・バーマーとの合作）はベストセラーとなった。文学作品の中では数々の実験的手法を盛り込み、過激な性描写でも知られる"Finnley Wren"（1934）が代表的。彼の最大のベストセラーは社会批判的なノンフィクション"Generation of Vipers"（1942年）である。Momism（女家長主義）という単語は彼が作中で使用した後、一般的となったものである。

## 作品リスト
日本語訳のあるもののみ挙げた。

### 長編
- 『闘士』 Gladiator (1930)
スーパーマンというキャラクターが誕生するきっかけ（元ネタ）のひとつとなったことで有名。
- 『Savage Gentleman』（1932、未訳）
SFパルプ小説の人気キャラクター、ドック・サヴェジ (Doc Savage) の元ネタとなった。
- 『勝利』 Triumph (1963)
核戦争（第三次世界大戦）を扱った作品。
- 『地球最後の日』 When Worlds Collide (1932)
エドウィン・バーマー（Edwin Balmer）との合作。
- 『冷凍死体のなぞ』（The Blizzard Murder Case、国土社、少年SF・ミステリー文庫）内田庶訳
同社の「海外SFミステリー傑作選」で復刊

その他未訳多数。

### 短編
- 「偶発」Blunder
- 「考古学博物館の殺人」Ten Thousand Blunt Instruments
- 「パラダイス・キャニヨンの死」The Paradise Canyon Mystery
- 「やすやすとは殺されない」Not Easy to Kill
- 「雪嵐殺人事件」The Blizzard Murder Case
- 「老宝石商」Pearls

### 映画脚本
- 「獣人島」（1932、米）
H・G・ウェルズの「モロー博士の島」の映画化
- 「透明人間」（1933、米）
H・G・ウェルズの「透明人間」の映画化

### 映画原作
- 「豪傑ブラウン」（1938、米）
自作『闘士』の映画化
- 「ロッキーの春風」（1942、米）
- 「婿探し千万弗」（1946、米）
- 「地球最後の日」（1951、米）
ジョージ・パルが製作し、現在でも評価が高いSF映画の名作

## 主要参考資料
- 『世界SF全集5』（『闘士』を収録、早川書房、1969年）巻末解説「ワイリー その人と作品」（伊藤典夫）